# Еспаньйола (Галапагоські острови)

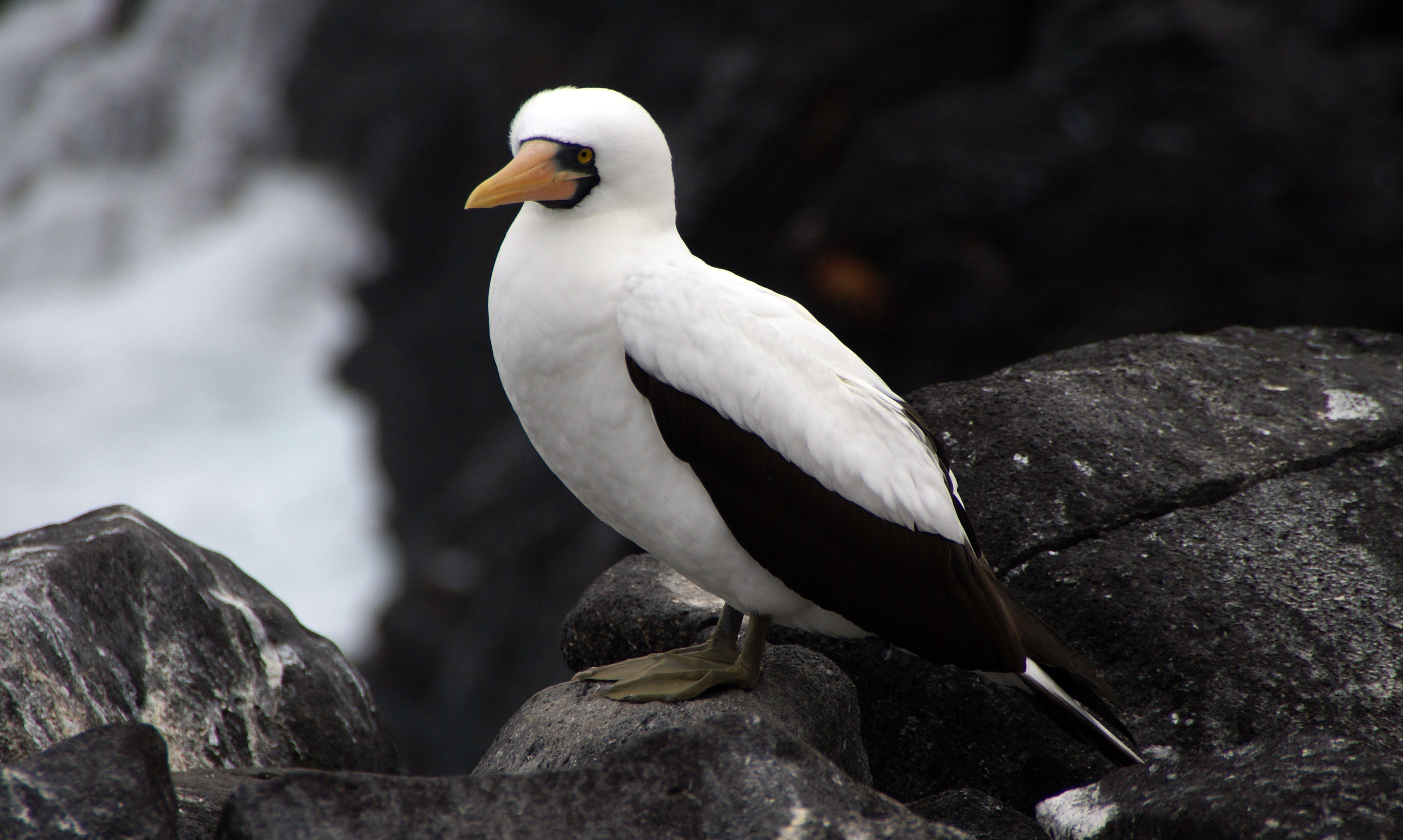
Насканська олуша (Sula granti) на Еспаньйолі

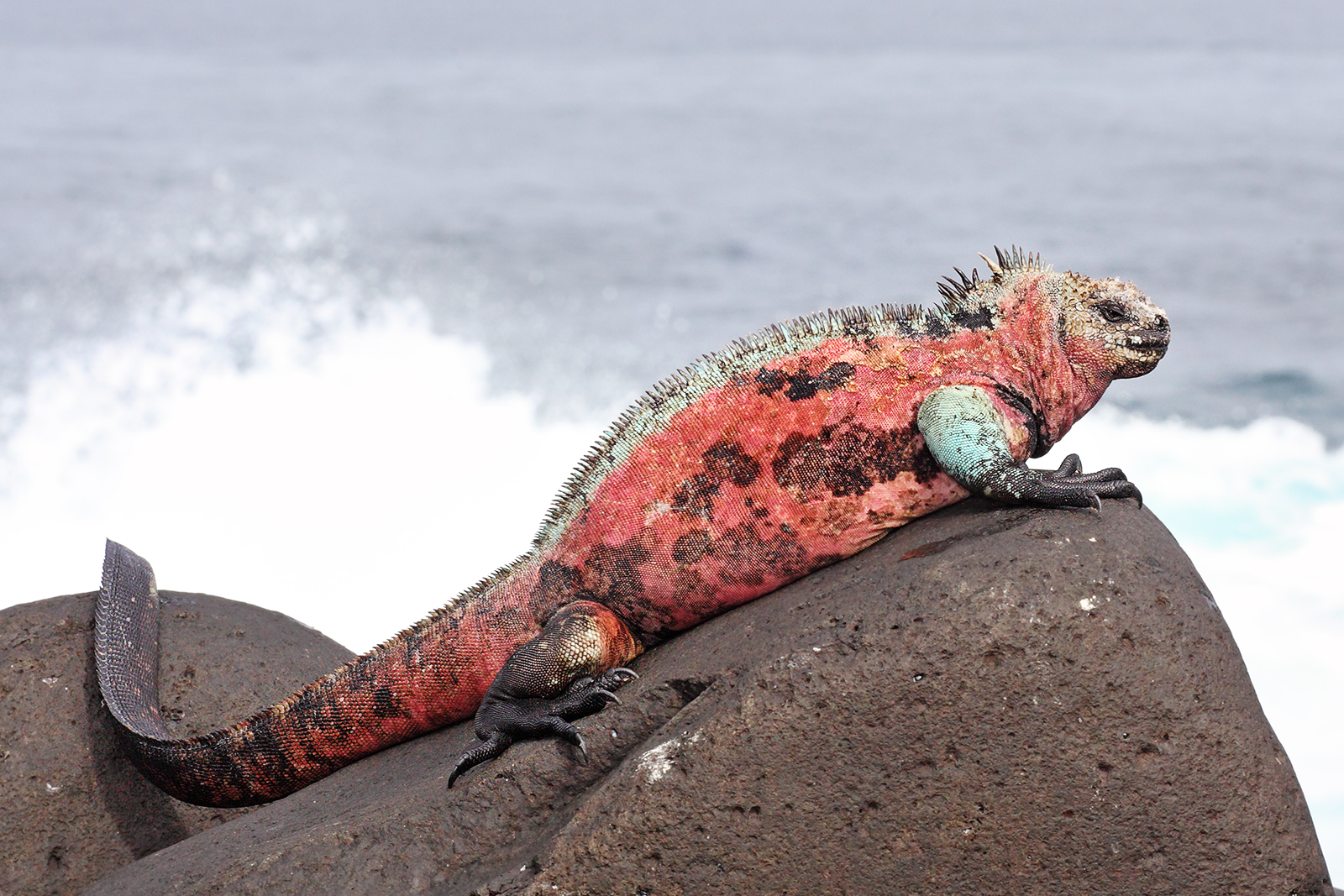
Морська ігуана підвиду venustissimus, яка має червоне забарвлення, один з ендеміків Еспаньйоли

Еспаньйо́ла (ісп. Isla Española, англ. Hood Island) — безлюдний острів, площею 61 км², що знаходиться у Тихому океані. Є частиною Галапагоського архіпелагу. Англійці називають його островом Худа (на честь адмірала Семюела Худа). Розташований на крайньому південному сході архіпелагу, та є найпівденнішим із Галапагоських островів. Його вік — понад три з половиною мільйони років. Тому, разом із островом Санта-Фе, є одним з найстаріших островів архіпелагу. Найвища точка острова — має висоту 206 м над рівнем моря.
Острів є досить популярним серед туристів. Вони прибувають сюди, переважно, після 10—12-ти годинної подорожі від острова Санта-Крус. Туристи відвідують острів, щоб побачити галапагоських альбатросів і шлюбні танці сули блакитноногої. Однак, поступово Еспаньйола змінює своє обличчя — земля однієї з перлин Галапагоського архіпелагу стає кам'янистою, практично повністю зникає рослинність. Але, через такий природний процес, на острові з'являються великі затоки, з піском і м'якою галькою, які приваблюють чималу кількість галапагоських морських левів. Особливо популярні у відвідувачів дві бухти: затока Ґарднер, яка має прекрасний пляж, і затока Пунта-Суарес, цікава тим, що тут можна спостерігати за величезним різноманіттям птахів.
Цей острів населяє чимала кількість ендемічних видів тварин, зокрема такі як: пересмішники Гуда, галапагоські сухопутні ігуани, морські ігуани підвиду venustissimus, які мають червоне забарвлення. Тут також можна зустріти ластівкохвостих мартинів та інших тропічних птахів.
Американський письменник Герман Мелвілл присвятив острову Гуда один з нарисів у своєму оповіданні «Енкантадас, або Зачаровані острови».